# Herblay-sur-Seine
Herblay-sur-Seine is een Franse gemeente in het departement Val-d'Oise. De bebouwing ervan ligt aan de rechter oever, de noordoever van de Seine, binnen de agglomeratie van Parijs op 20 km ten noordwesten van de Notre-Dame.

## Geschiedenis
Herblay werd voor het eerst genoemd in 754, maar ook eerder was de plaats bewoond. Op de plaats van de kerk Saint-Martin, de oude dorpskerk, lag in de 7e eeuw een Merovingische begraafplaats. Tijdens het ancien régime hing de plaats af van de heren van Saint-Denis en het kapittel van de Notre-Dame van Parijs. Herblay was een landbouwdorp met naast wijngaarden ook steen- en gipsgroeven. Deze groeven ontstonden in de 12e eeuw. Eerst ging het om open groeven, daarna werd er ondergronds gegraven. De stenen van Herblay werden gebruikt voor bouwwerken in Parijs. Na het sluiten van de steengroeven eind 19e eeuw werden de onderaardse gangen tot omstreeks 2000 gebruikt voor de champignonkweek.
De komst van de spoorweg halfweg de 19e eeuw zorgde voor een sterke economische en demografische groei van Herblay. Hetzelfde gebeurde tijdens de Trente Glorieuses na de Tweede Wereldoorlog. Vooral vanaf de jaren 1960 groeide de bevolking sterk. Er werden industrieterreinen aangelegd en in 1977 de autosnelweg A15. De huidige naam is ingevoerd na een volksraadpleging op 5 november 2018. De gemeente heette voorheen Herblay.

## Geografie
De oppervlakte van Herblay-sur-Seine bedroeg op 1 januari 2022 12,74 vierkante kilometer; de bevolkingsdichtheid was toen 2.497,5 inwoners per km².
De onderstaande kaart toont de ligging van Herblay-sur-Seine met de belangrijkste infrastructuur en aangrenzende gemeenten. Een eiland in de Seine, het Île d'Herblay, hoort bij het grondgebied van de gemeente.

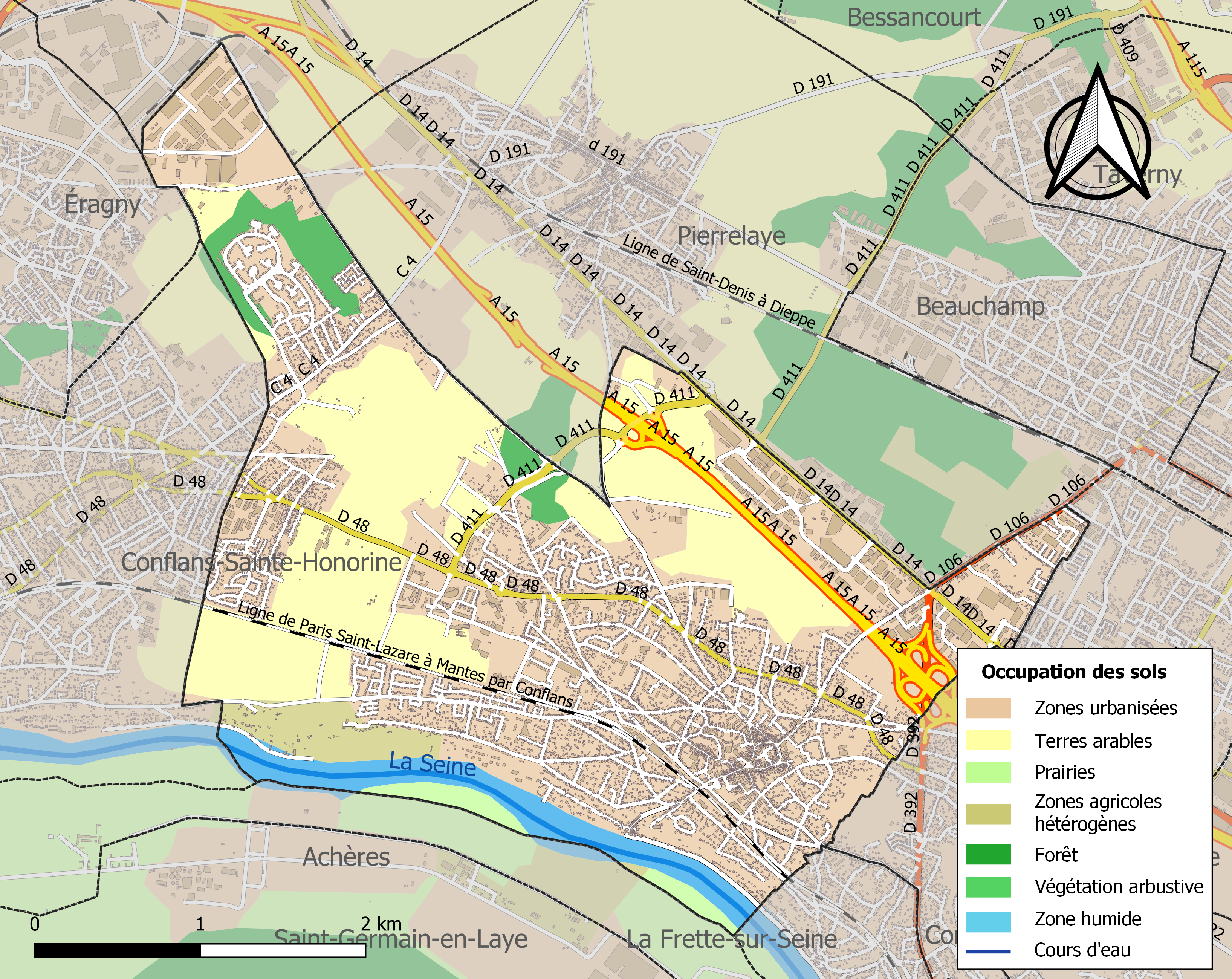

## Demografie
Vanaf de jaren 1960 kende de gemeente een sterke groei. Op 1 januari 2022 telde Herblay-sur-Seine 31.818 inwoners.
Onderstaande figuur toont het verloop van het inwonertal, bron: INSEE-tellingen. 

## Verkeer en vervoer
Er ligt station Herblay en de A15 komt door Herblay-sur-Seine.

## Bezienswaardigheden

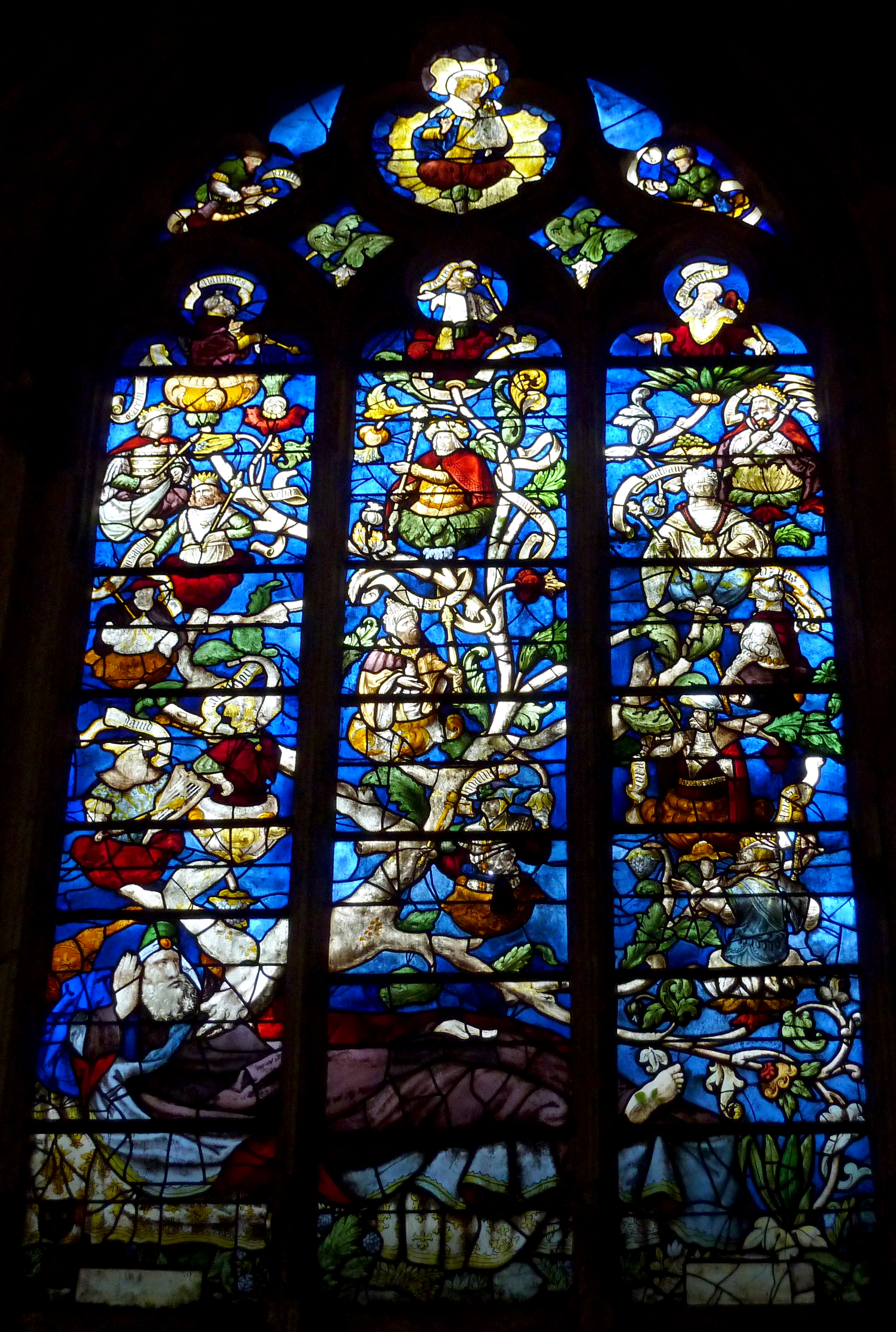
Glasramen die de Boom van Jesse afbeelden (Saint-Martin)

Het oudste deel van de kerk Saint-Martin, het transept, is 12e-eeuws. Het koor werd gebouwd rond de 16e eeuw en enkele delen van de kerk zijn ook 18e-eeuws. Enkele glasramen uit de 16e eeuw zijn beschermd als historisch monument.

## Stedenband
- Taunusstein

## Inwoners
- Pierre Pincemaille (1956-2018), organist